# Zanké Diarra
Pour les articles homonymes, voir Diarra.
Zanké Diarra, né le 3 septembre 1985 à Villepinte, est un football français qui évolue au poste de milieu de terrain.
Il est le frère cadet d'Alou Diarra, milieu de terrain international français à la retraite.

## Biographie
Après une saison à Brétigny Foot puis à Chantilly, Zanké s'engage en faveur du club de CFA Wasquehal. Après deux saisons au club il rejoint l'US Quevilly où il joue 23 match de CFA. Après une seule saison il rejoint l'équipe réserve du PSG où il ne reste qu'une seule saison, le temps de jouer 23 matchs et de retourner à Quevilly.
En 2010-2011, il est champion de CFA et joue la saison suivant pour la première fois de sa carrière en National. La saison suivant il participe à l'épopée de Quevilly en Coupe de France et atteint la finale (perdue 1-0 contre Lyon) après avoir éliminé auparavant Angers, Rennes et Marseille notamment[réf. nécessaire]. 
Peu après la finale, un test antidopage (fait en avril) s'avère positif à la corticoïde. À la suite de ce contrôle, il est condamné à un an de suspension. Il fait appel dès qu'il apprend cette décision, appel qui a annulé sa suspension.
Il est transféré à l'US Avranches durant le mercato d'hiver, en février 2014. Il rejoint par la suite le FCM Aubervilliers pour la saison 2015-2016, à l'issue de laquelle il n'est pas conservé par le club.

## Palmarès
- US Quevilly
  - Champion de CFA en 2011.
  - Finaliste de la Coupe de France en 2012.
  - Demi-finaliste de la Coupe de France en 2010.